# Helichrysum makranicum
Helichrysum makranicum là một loài thực vật có hoa trong họ Cúc. Loài này được (Rech.f. & Esfand.) Rech.f. mô tả khoa học đầu tiên năm 1980.